# Rhabdolichops
Rhabdolichops is een geslacht van straalvinnige vissen uit de familie van de Amerikaanse mesalen (Sternopygidae).

## Soorten
- Rhabdolichops caviceps (Fernández-Yépez, 1968)
- Rhabdolichops eastwardi Lundberg & Mago-Leccia, 1986
- Rhabdolichops electrogrammus Lundberg & Mago-Leccia, 1986
- Rhabdolichops jegui Keith & Meunier, 2000
- Rhabdolichops lundbergi Correa, Crampton & Albert, 2006
- Rhabdolichops navalha Correa, Crampton & Albert, 2006
- Rhabdolichops nigrimans Correa, Crampton & Albert, 2006
- Rhabdolichops stewarti Lundberg & Mago-Leccia, 1986
- Rhabdolichops troscheli (Kaup, 1856)
- Rhabdolichops zareti Lundberg & Mago-Leccia, 1986